# Спэнн, Отис
Отис Спэнн (англ. Otis Spann; 21 марта 1930 — 24 апреля 1970) — блюзовый пианист послевоенной Америки, один из наиболее известных исполнителей чикагского блюза. Известность приобрёл как участием в группе Мадди Уотерса так и сольной работой.

## Биография
Спэнн родился 21 марта 1930 года в семье Фрэнка Хьюстон Спэнна и Жозефин Эрби в городе Джексон, штат Миссисипи. У него были два брата и две сестры. Родители Отиса играли на музыкальных инструментах — отец на пианино, мать на гитаре.
В 9 лет Отис стал учиться игре на пианино, а с 14 лет уже выступал в окрестностях родного города в составе разных музыкальных групп.
В 1946 году (по другим данным в 1947) Отис Спэнн переехал в Чикаго, где начал выступать с гитаристом Моррисом Пежо. С 1952 по 1968 год Спэнн был постоянным участником группы Мадди Уотерса, вместе с этим в середине 50х начал сольную карьеру.
Первая собственная запись на Chess Records состоялась в 1954 году — это был сингл It Must Have Been the Devil, на гитаре играл Би Би Кинг. В 1960-м Спэнн записал сессию с гитаристом Робертом Локвудом и вокалистом Сэнт-Луис Джимми. Эта запись была издана на альбомах Otis Spann Is The Blues и Walking The Blues.
Звучавший как живой альбом The Blues is Where It’s At был записан в 1966 году. Аплодисменты после каждой композиции были записаны в студии. На пластинке 1967 года The Bottom of the Blues  жена Спэнна Люсиль участвовала в записи вокала.
В поздние 60е Отис Спэнн сотрудничал с Бадди Гаем, Биг Мама Торнтон, Питером Грином и группой Fleetwood Mac.
Умер Спэнн в 1970 году от рака печени, в 1980 его имя было включено в только что открывшийся Зал Славы Блюза.

## Дискография
Сольные альбомы
- Otis Spann is The Blues (1960)
- Good Morning Mr Blues (запись 1963, издание 1996)
- The Blues Of Otis Spann (1964)
- The Blues Never Die! (1964)
- Otis Spann's Chicago Blues (запись 1966, издание 1994)
- The Blues Is Where It's At (1966)
- Chicago/The Blues/Today! Vol.1 (1966)
- The Bottom of the Blues (1968)
- Cracked Spanner Head (1969)
- The Biggest Thing Since Colossus (1969)
- The Everlasting Blues vs. (1969)
- Up in the Queen's Pad (1969)
- Sweet Giant of The Blues (1969)
- Cryin' Time (запись 1968, издание 1970)
- Walking The Blues (запись 1960, издание 1972)
- Last Call: Live at Boston Tea Party (запись 1970, издание 2000)
- I Wanna Go Home (запись 1964-69, издание 2003)
- Complete Blue Horizon Sessions (запись 1969, издание 2006)
- Heart Loaded With Trouble (1973)
- Otis Spann - Someday...(2012)

С другими музыкантами
- Muddy Waters & Otis Spann - Collaboration (запись 1958, издание 1995)
- Otis Spann With Muddy Waters And His Band - Live The Life (запись 1964-69, издание 1997)
- Buddy Guy — A Man & The Blues (1968)
- Muddy Waters — Fathers & Sons (1969)
- Junior Wells — Southside Jam Blues (1969)
- Fleetwood Mac in Chicago/Blues Jam in Chicago, Vols. 1-2 (1969)
- Eddie «Cleanhead» Vinson — Bosses of the Blues, Vol. 2 (запись 1970, издание 1991)
- Floyd Jones & Eddie Taylor — Masters of Modern Blues, Vol. 3 (запись 1966, издание 1994)